# حريق مستشفى الحسين (ذي قار)
حريق مستشفى الحسين للعزل الصحي هو حادث حريق حصل في مساء يوم الأثنين 12 تموز 2021، في مستشفى الحسين التعليمي بمدينة الناصريّة جنوب العراق، في قسم العزل الصحي لمرضى كورونا، نتيجة انفجار 3 اسطوانات من غاز الأوكسجين.
حيث زوّد المرضى في ردهة العناية المركزة في المستشفى بأقنعة لغاز الأوكسجين مزودة بخزانات أوكسجين خصصت لهم. وقدر عدد الضحايا حسب تصريح وزارة الصحة بحوالي 92 قتيلا و110 جريحاً.
وتأتي هذه المأساة بعد شهرين ونصف الشهر على مقتل أكثر من 80 شخصاً بحريق مماثل اندلع في مستشفى ابن الخطيب ببغداد.

## الحادثة
وقع الحريق يوم الأثنين 12 تموز 2021م، في مستشفى الحسين التعليمي بمدينة الناصريّة في قسم العزل الصحي لمرضى كورونا، وهو مشفى مخصص لاستقبال الحالات الحرجة من المصابين بفيروس كورونا، حيث انفجرت ثلاثة اسطوانات من غاز الأوكسجين مما أدى لاندلاع الحريق في الطابق المخصص للإنعاش الرئوي في المشفى، كما أن وسائل إخماد الحريق لم تكن كافية، وهو ما تسبب في تفاقمه وصعوبة السيطرة عليهِ، وقدر عدد الضحايا حسب تصريح وزارة الصحة بأكثر من 92 قتيلا و110 جريحاً. وكان من ضمن الضحايا اثنين من الكادر الطبي للمستشفى.

## الاستجابة
توجه الدفاع المدني إلى مكان الحريق، وفتح تحقيق مشترك بين الصحة والشرطة والدفاع المدني لمعرفة أسباب الحريق.

## ردود الأفعال
كان رد فعل الحكومة قد تمثل باجتماع طارئ عقده رئيس الوزراء مصطفى الكاظمي مع عدد من الوزراء والقيادات الأمنية. وكانت حصيلة الاجتماع عدداً من القرارات، منها إقالة مدير صحة ذي قار ومدير المستشفى ومدير الدفاع المدني، وإخضاعهم للتحقيق وإعلان الحداد الوطني على الضحايا.
كما قرر رئيس الوزراء مصطفى الكاظمي، تشكيل لجنة تحقيق للوقوف على أسباب الحريق في المستشفى والتي يرجح ناشطون أنها نتيجة الإهمال.

## تعويضات

مصطفى الكاظمي مستقبلاً عوائل ضحايا حريق مستشفى الإمام الحسين

في يوم 3 آب سنة 2021، استقبل رئيس الوزراء مصطفى الكاظمي عوائل ضحايا حريق مستشفى الحسين، وأعلنَ المتحدث باسم الحكومة حسن ناظم عن تعويضات حكومية، قائلاً "مجلسُ الوزراء صوّتَ على قيام وزارة النفط بتشغيل شخص من كل عائلة من ضحايا مستشفى الإمام الحسين (ع)...مجلس الوزراء قرر منح من 10 إلى 25 مليون دينار لعوائل شهداء مستشفى الإمام الحسين”.

## طالع أيضًا
- حريق مستشفى ابن الخطيب
- حريق مستشفى الحسين (السماوة)
- حريق مستشفى النسائية والأطفال (الديوانية)